# ABC Teatret
 ABC Teatret er et nedlagt morskabsteater på hjørnet af Dr. Priemes Vej og Frederiksberg Alle, Frederiksberg. Teatret blev opført i 1932 under navnet Montmartre, og det lukkede i 1997.

## Historie
Oprindeligt var teatret en del af det frederiksbergske forlystelsessted Sommerlyst, hvor pavillonen Den Mauriske Hal i 1932 blev indrettet som varietéteateret Montmartre. Pavillonen overlevede den nedstyrtede engelske flyver den 21. marts 1945 på resten af de tidligere, nu lukkede forlystelser Sommerlyst og Alléenberg, der var bebygget med Sylvester Hvids garageanlæg og den fransk-katolske pigeskole Jeanne d'Arc-Instituttet, kaldt Den Franske Skole, og det efterfølgende fejlbombardement i forbindelse med RAFs angreb på Shellhuset. Brødrene Stefansen fra Dyrehavsbakken brugte efter WWII Montmartre til deres vintervarieté, hvor også en række jazzmusikere mødtes og dannede en musikforening med navn efter teatret, Jazzklubben Montmartre.
Indtil 1948 præsenterede teatret en blanding af folkeligt morskabsteater og varieté. Året efter blev det overtaget af Stig Lommer i 1949 og omdøbt til ABC Teatret. Hans fornyelser gjorde hurtigt ABC Teatret til byens førende morskabsteater med Osvald Helmuth som hovedkraft.
Med navnet Kellerdirk Bros præsenterede teatret i 1950'erne Dirch Passer og Kjeld Petersen som et komisk par, og samtidig introduceredes crazykomikken i dansk revy. De fulgtes af et andet komisk par, Preben Kaas og Jørgen Ryg. I både revyer og lystspil medvirkede Lommerpigerne, som blev et begreb. Preben Kaas søgte fra 1966 med vekslende held at føre denne linje videre, hvorefter Stig Lommer i 1968 på ny overtog driften. Klaus Pagh baserede 1972-81 sit repertoire på håndfaste farcer og moderne lystspil med førende komikere i hovedrollerne.
Under Helle Virkners ledelse ændredes ABC Teatrets profil som morskabsteater gradvis (i begyndelsen i samarbejde med Erik Breiner). Lars Knutzon ønskede ved sin tiltrædelse som direktør i 1993 at opføre revyer og nyskrevne lystspil. Hans planer fik en kort levetid, idet han pga. en anstrengt økonomi fratrådte som direktør ved udgangen af 1994.
ABC Teatret, der havde mere end 600 tilskuerpladser, blev derefter benyttet som åben scene af bl.a. Dr. Dantes Aveny (i dag Camp X Aveny. I 1998 blev bygningen revet ned, og et boligkompleks blev opført på grunden. I komplekset ligger et fitness dk-center, der er opkaldt efter teatret.